# Verdrag van München (1816)
Het Verdrag van München werd getekend op 14 april 1816 in München tussen het koninkrijk Beieren en het keizerrijk Oostenrijk.

## Achtergrond
Tijdens de napoleontische oorlogen werd het keurvorstendom Beieren lid van de Rijnbond, een vazalstaat van Frankrijk, en werd zo tot koninkrijk verheven. 
In het Verdrag van Ried van 1813 bezegelde Beieren de overstap naar het antinapoleontische kamp en kreeg daarmee gelijktijdig garantie van de Beierse soevereiniteit.

## Verdrag
Beieren gaf de gebieden die het via de Vrede van Schönbrunn in 1809 verkregen had terug aan Oostenrijk. Het ging om het Hausruckviertel, het Innviertel, de stad Vils en het hertogdom Salzburg. 
Beieren kreeg in ruil de Palts gelegen aan de linkerkant van de Rijn, alsook de steden Hammelburg, Brückenau en Redwitz. Het territorium van de vroegere proosdij Berchtesgaden en het gebied Rupertiwinkel bleef onder Beiers gezag.